# Neusitz
Neusitz est une commune de Bavière (Allemagne), située dans l'arrondissement d'Ansbach et le district de Moyenne-Franconie.

## Géographie

Situation de Neusitz (en rouge) dans l'arrondissement d'Ansbach

Neusitz est située dans le Parc naturel de Frankenhöhe, à 2 km à l'est de Rothenburg ob der Tauber et à 30 km au nord-ouest d'Ansbach, le chef-lieu de l'arrondissement. Neusitz appartient à la communauté administrative de Rothenburg. La commune de Schweinsdorf a fusionné en 1972 avec Neusitz.
Neusitz a fait partie de l'arrondissement de Rothenburg ob der Tauber jusqu'à la disparition de ce dernier.

## Démographie
| 1910 | 1933 | 1939 | 2003  | 2009  |
| ---- | ---- | ---- | ----- | ----- |
| 746, | 760, | 672, | 1 972 | 2 056 |